# Léon Fulpius
Léon Fulpius (Genève, 29 december 1840 - aldaar, 28 februari 1927) was een Zwitsers architect.

## Biografie
Léon Fulpius was een zoon van Jacques François Fulpius. Hij was van Duitse afkomst en huwde met Jeanne Louise Michel.
Fulpius studeerde architectuur aan de Eidgenössische Technische Hochschule Zürich. Hij was er een van de eerste leerlingen van Gottfried Semper en studeerde er af in 1862. Hij was tevens stylist, ingenieur en façadetekenaar. Na een stage in Parijs in 1863 werkte hij tot 1870 samen met zijn vader, die tevens architect was. Vanaf 1896 werkte hij samen met zijn zoon Frantz Fulpius.
Fulpius was voorzitter van de Geneefse afdeling van de Société suisse des ingénieurs et architectes (SIA) van 1899 tot 1905. Hij bouwde huur- en commerciële gebouwen, zoals het Hôtel Mayor (1891) of het Café Glacier in Genève (1896) en, samen met zijn zoon, het gebouw van de federale controledienst op edele metalen in Biel/Bienne (1899-1900).
- Gemeinsame Normdatei: 1046357417
- Historisch woordenboek van Zwitserland: 029109
- Virtual International Authority File: 306264132